# 6.25 전쟁 포로 교환

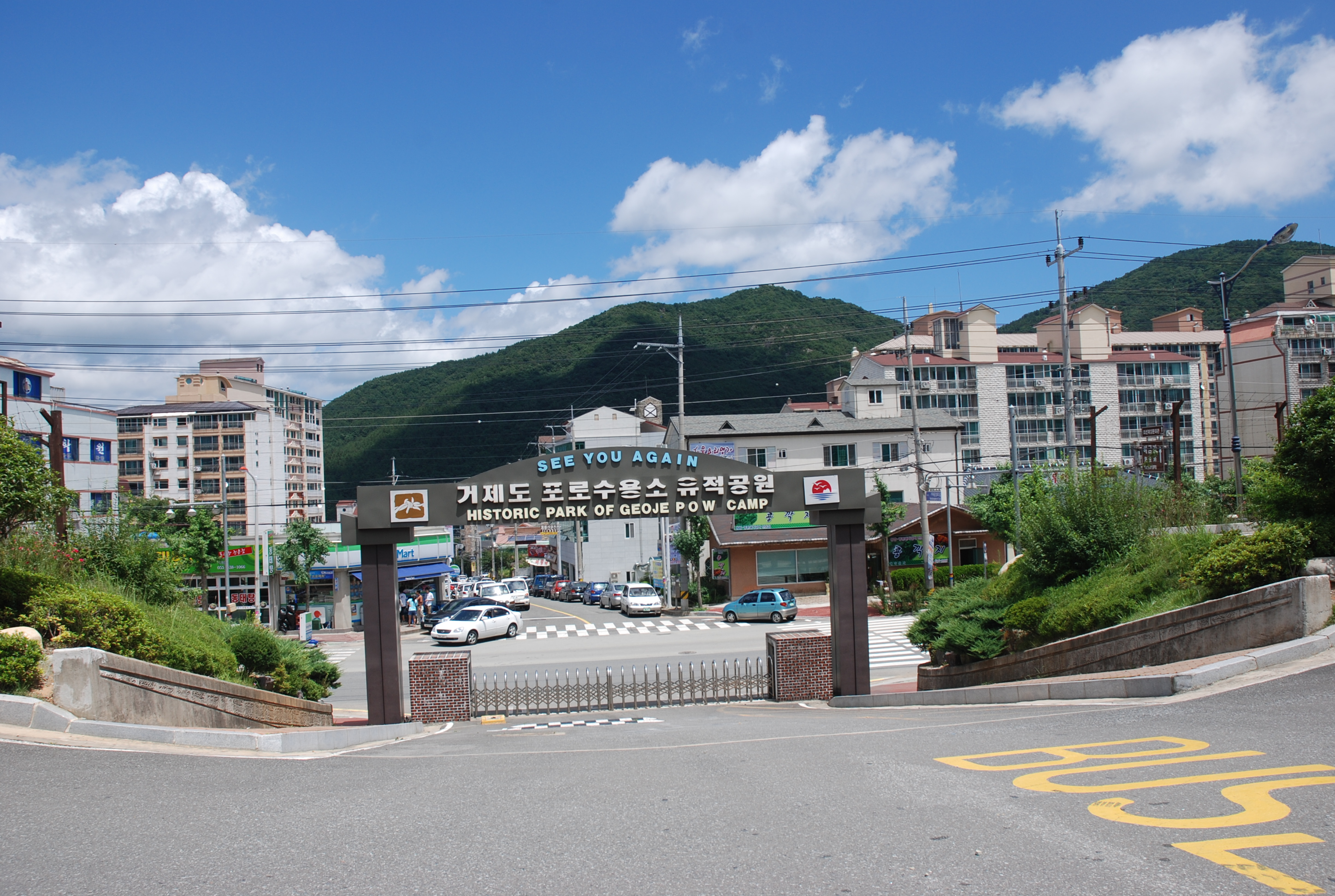
거제포로수용소 입구

6.25 전쟁 포로 교환(六二五戰爭捕虜交換)은 한국 전쟁중 정전 협정 체결 조건에 따라 국군 및 유엔군 그리고 북한군 및 중공군의 양 측 포로를 교환한 사건을 의미한다.

## 개요

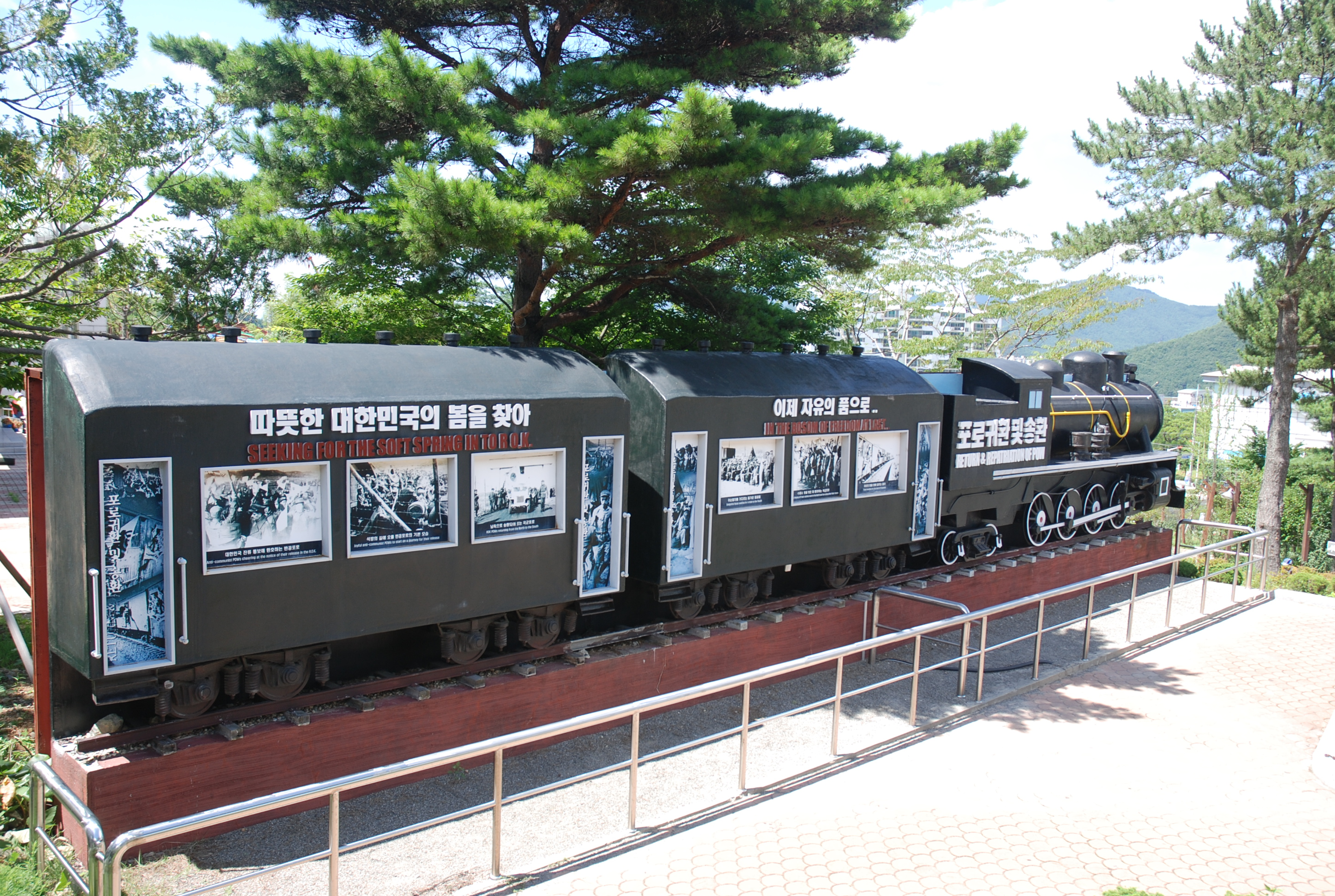
포로 송환 열차, 거제포로수용소

한국전쟁이 점점 국제전화하면서 세계대전의 징후에 보이자 이에 휴전협정을 맺고자, UN과 공산군측 사이에 휴전회담이 이루어졌다. 이중에 휴전 협정에서 가장 큰 쟁점 가운데 하나가 포로교환 문제였는데, 공산군 측은 무조건 모두 교환하자는 자동송환을 주장하였고, 유엔군측은 포로 각 개인의 자유 의사에 따라 결정하자는 자유송환을 주장하여, 양측의 입장은 팽팽하게 줄달리기를 하였다.
마침내 1953년 6월 8일, 포로 송환 협정을 맺어 귀국을 원하는 포로는 휴전 후 60일 내에 송환하기로 했다. 
1953년 7월 27일 정전 협정이 체결되었고, 1953년 8월 5일부터 9월 6일 사이에 우선 송환 희망자 9만 5천여 명이 판문점에서 송환되었다.
송환거부 포로 2만 2천여 명은 중립국 송환 위원회에 넘겨져 자유 의사에 따라 행선지를 결정하게 하였다.
그런데 이승만 대통령은 “한미 방위조약 체결 전에는 휴전할 수 없고, 반공 애국 동포를 북한으로 보낼 수 없다.”라고 하면서 6월 18일 0시에 영천, 대구, 논산, 마산, 부산, 거제도 등 7개의 포로 수용소에 있던 반공포로 2만 5천여 명을 한꺼번에 석방시켰다. 나아가 한국 측의 요구가 관철되지 않으면 휴전 교섭 파기를 위해 보다 강력한 조치를 취하겠다는 태도를 보였다.
이 사건은 국제적으로 적지 않은 문제를 일으켰고, 북한 측에서는 포로들을 재수용하라고 요구했다. 이에 미국은 〈한미상호방위조약〉을 체결, 경제원조, 한국군 증강 등을 조건으로 하여 이승만에게 휴전동의를 얻었다.
각 군에서 포로 최고위 계급자는 다음과 같다.
- 대한민국 국군 및 UN군: 소장 윌리엄 F. 딘[1]
- 공산군: 총좌 리학구

## 리틀 스위치 작전
리틀 스위치 작전(Operation Little Switch)은 1953년 4월과 5월에 걸쳐 아프거나 부상 당한 포로들을 교환한 작전이다. 유엔군측에서는 6,670명의 북한군과 중공군을 송환했으며, 공산 진영에서는 한국군 471명, 미군 149명을 포함한 684명의 유엔군을 석방하였다. 물라 작전이 동시에 시행되면서 이에 영향을 받은 공산 진영 포로들은 본국으로의 귀환을 거부하였다.

## 빅 스위치 작전
빅 스위치 작전(Operation Big Switch)은 한국 전쟁의 모든 잔류 포로들을 송환한 작전이다. 1951년 진행된 공산 진영과 UN군 간의 휴전 회담에서는 공산 진영이 모든 포로를 본국으로 돌려보내야 한다고 주장하는 한편, UN은 계속 남길 원하는 포로가 있을 경우 이를 허가해야 한다고 주장하여 포로 송환이 주요한 난제가 되었다. 
회담이 이어진지 2년 후, 중화인민공화국과 조선민주주의인민공화국이 한 발 물러서면서 1953년 7월 27일에 휴전 협정이 체결되었다.
빅 스위치 작전은 1953년 8월 시작하여 같은 해 12월까지 진행되었으며, 공산 진영 포로 75,823명(북한군 70,183명, 중공군 5,640명)과 유엔군 포로 12,773명(한국군 7,862명, 미군 3,597명, 영국군 946명)이 본국으로 송환되었다. 공산 진영 군인 중 22,600명 이상이 송환을 거부하였는데, 이들 중 대부분은 과거에 공산 진영에 반대하여 국공 내전에서 싸웠던 중화민국 군인이었다. 유엔군 측에서도 23명의 미군과 한 명의 영국군, 333명의 한국군 병사가 송환을 거부하였다.
송환을 거부한 포로들에게는 90일 동안 의사를 바꿀 기간이 주어졌다. 이 기간 동안에는 중국 병사 137명이 중국으로 돌아갔고, 미군 2명과 한국군 8명이 서방으로 돌아갔다. 나머지 한국군 325명과 미군 21명, 영국군 1명은 자유 의사에 따라 공산 진영에 머물게 되었다.

## 포로 통계
- 1953년 휴전협정에 의거 송환된 포로 수치

(출처: 국방부 발간 국군포로의 실상과 대책, 단위 명)
| 구분                                | 공산측 => 유엔측 | 공산측 => 유엔측 | 공산측 => 유엔측 | 유엔측 => 공산측 | 유엔측 => 공산측 | 유엔측 => 공산측 |
| 구분                                | 소계             | 한국군           | 유엔군           | 소계             | 북한군           | 중공군           |
| ----------------------------------- | ---------------- | ---------------- | ---------------- | ---------------- | ---------------- | ---------------- |
| 부상병 포로 송환 (리틀 스위치 작전) | 684              | 471              | 213              | 6,670            | 5,640            | 1,030            |
| 일반 포로 송환 (빅 스위치 작전)     | 12,773           | 7,862            | 4,911            | 75,823           | 70,183           | 5,640            |
| 추가 포로 송환                      | 12               | 10               | 2                | 765              | 296              | 469              |
| 총계                                | 13,469           | 8,343            | 5,126            | 83,258           | 76,119           | 7,139            |

1953년 6·25 전쟁 정전 협정 회담 당시 유엔군사령부는 포로가 되었을 가능성이 높은 국군 실종자를 8만 2,000여명으로 추산했으며 북한 역시 전쟁 기간 대략 10만명의 포로를 잡았다고 선전했지만,막상 송환 시점이되자 숫자를 터무니없이 줄이고 통계 도표에 기재된 8,343명의 국군 포로만 송환하였다.
미송환된 실제 국군 포로 추정 수치는 추계(推計) 방식에 따라 달라지는데
많게는 6만9000~9만4000명, 적게는 2만~4만1000명으로, 대략 4만~5만명으로 추정한다. 6.25  전쟁 당시 유엔군사령부는 포로가 되었을 가능성이 높은 국군 실종자를 8만 2000여명으로 추산했다.
2014년 유엔 북한인권조사위원회(COI) 특별보고관의 〈유엔북한인권상세보고서〉에서는 북한이 억류한 국군 포로의 수를 5만~7만명으로 추정하였다.
한편 휴전협정 당시 유엔군사령관 마크 클라크 대장은“공산 측은 한국전쟁 초기에 5만명의 한국군 포로를 전선에서 석방하여 공산군에 강제 편입시킨 바 있었다”고 '회고록 다뉴브강에서 압록강까지'에서 적시하였다.
또한 공산군 측 역시 휴전회담에서 5만여명에 달하는 국군 포로들의 행방을 추궁하는 유엔군 측에게“인도적 차원에서 현장에서 석방했다”고 주장했다.

## 같이 보기
- 한국전쟁
- 한국전쟁 휴전협정
- 거제도 포로수용소
- 한국 전쟁 대한민국 국군 포로